# Mbaye Diagne
Mbaye Diagne (18 de març de 1958 – 31 de maig de 1994) va ser un oficial de l'Exèrcit del Senegal i observador militar de les Nacions Unides, present durant el genocidi de Ruanda. Va salvar nombroses persones en dur a terme múltiples missions de rescat en les quals va posar en risc la seva pròpia vida.

## Carrera
Mbaye va créixer en una família de nou fills resident a la rodalia de Dakar, i va ser el primer dels germans a rebre educació superior. Després de la seva graduació a la Universitat de Dakar, Mbaye Diagne es va incorporar en l'Exèrcit de Senegal ingressant a l'escala d'oficials. El 1993 va ser enviat a la Missió d'Assistència de les Nacions Unides a Ruanda (UNAMIR) en qualitat d'observador militar per verificar la implementació dels acords d'Arusha. La seva base estava a l'Hôtel des Mille Collines, un hotel de luxe a Kigali habilitat per a la missió d'observadors.

## Paper durant el Genocidi de Ruanda
L'assassinat del president de Ruanda, Juvénal Habyarimana, la tarda del 6 d'abril de 1994 va donar inici al genocidi de Ruanda. Extremistes de l'ètnia hutu, que s'oposaven a les negociacions amb el Front Patriòtic Ruandès tutsi, van començar a executar un pla per assassinar destacats polítics. A la mort del president, va seguir l'assassinat de la primera ministra Agathe Uwilingiyimana i el seu espòs a mans de forces de la guàrdia presidencial. Els cascos blaus belgues responsables de la seva protecció hi van morir també. Més tard aquest mateix dia, Mbaye Diagne va escoltar els primers rumors que alertaven de l'assassinat d'Uwilingiyimana per persones que arribaven a l'Hôtel des Mille Collines fugint de la violència. Desarmat, Mbaye Diagne es va dirigir a investigar els fets i es va trobar amb els quatre fills d'Uwilingiyimana, amagats en un edifici que es feia servir per al Programa de les Nacions Unides per al Desenvolupament. Van romandre a l'espera fins que el comandant de la UNAMIR, Roméo Dallaire, els va poder contactar de manera fortuïta mentre també investigava la mort de la primera ministra. Roméo Dallaire li va demanar que continués esperant fins a l'arribada de vehicles blindats de la UNAMIR que havien de rescatar els nens i el personal de les Nacions Unides que també romania a l'edifici. No obstant això aquests vehicles mai van aparèixer, per la qual cosa Mbaye Diagne va decidir de portar els nens a l'hotel en la part de darrere del seu vehicle, amagats sota uns llençols per sortejar els controls de forces hutus.
Malgrat que les regles d'enfrontament de les Nacions Unides prohibien als observadors militars realitzar missions per salvar vides civils, aviat va palesar a les forces de la UNMIR que Mbaye Diagne continuava realitzant aquest tipus de missions. El cap de les operacions humanitàries a Rwanda va donar una explicació sobre perquè el capità Diagne no va ser reprès per les seves accions: «aquí hi ha algú que ha creuat una línia i [el general] no va a castigar-lo perquè el que fa és el correcte». El nombre de vides civils la salvació de les quals s'atribueixen a les missions dutes a terme per Mbaye Diagne varien des de diverses dotzenes a centenars. Per travessar els nombrosos controls de forces hutus per capturar i assassinar tutsis i hutus moderats, Diagne només podia transportar un màxim de cinc persones en cada viatge. En les seves missions de rescat es va valer a més dels contactes que mantenia entre els militars i les milícies, de la seva capacitat per apaivagar situacions de molta tensió i en alguna ocasió de petits suborns amb diners, tabac i fins i tot alcohol; malgrat la seva fe islàmica.

### Mort
El 31 de maig de 1994, el capità Mbaye Diagne tornava sol a la caserna de les Nacions Unides a Kigali amb un missatge d'Augustin Bizimungu per al comandant Dallaire quan un obús de morter va impactar darrere del seu jeep. La metralla va travessar la finestra posterior del vehicle, va ferir Diagne al crani, i va morir sobtadament. El morter va ser disparat per forces del Front Patriòtic Ruandès emplaçades en un control de les Forces Armades Ruandeses.
La caserna general de la UNAMIR va guardar un minut de silenci en honor seu i l'1 de juny va dur a terme una petita desfilada a l'aeroport de Kigali.

## Llegat
Mbaye Diagne va ser enterrat a Senagal i va rebre alts honors militars. Va ser condecorat cavaller de l'Orde Nacional del Lleó. Va deixar la seva dona vídua i dos fills.
Durant la seva estada a Ruanda, Diagne va rodar un vídeo amateur sobre les forces de pau de les Nacions Unides a Ruanda durant el genocidi, el qual constitueix un dels pocs registres gràfics sobre aquell episodi. L'enregistrament va servir el 2004 pel programa de documentals Frontline de la cadena de televisió estatunidenca PBS, en un documental titulat Ghosts of Rwanda (Fantasmes de Rwanda).